# Начальник Чукотки
«Начальник Чукотки» — советский чёрно-белый фильм-комедия, поставленный на киностудии «Ленфильм» в 1966 году режиссёром Виталием Мельниковым. Премьера фильма в СССР состоялась 17 апреля 1967 года.

## Сюжет
Об этом уже сообщали в «Известиях» уполномоченный по Чукотке Алексей Бычков в 1922 и журналистка Ирина Волк в 1962 году.
Нам осталось изложить некоторые непроверенные подробности. Авторы
1922 год. Ревкомовский комиссар Алексей Михайлович Глазков, получивший от советской власти мандат на управления делами Чукотки и сопровождающий его совсем ещё юный писарь Алёша Бычков в собачьей упряжке, управляемой каюром, едут из бухты Вознесения в посёлок Уйгунан на Чукотке. По дороге Глазков умирает от тифа, и Алёша с каюром его хоронят, засыпав снегом. Впрочем, несмотря на смерть Глазкова, каюр отказывается повернуть собак в обратном направлении и доставляет Алёшу в Уйгунан, где того встречает русский таможенник Храмов. Отправив Алёшу отдыхать после приезда, ушлый Храмов, тайно осмотрев привезённые Алёшей вещи, находит среди них мандат Глазкова и полагает, что Алёша и есть Глазков. Ездовых собак на обратную поездку Алёше найти не удаётся и, в сложившейся ситуации он выпускает приказ № 1:

В связи с отсутствием собак и до особого распоряжения тов. Зюкина считать меня А. Глазковым (согласно мандату).
 Он раздаёт голодающим чукчам продовольственные запасы со склада американского коммерсанта Стенсона. Храмов пытается препятствовать этому, и Алёша его арестовывает. Чукчу Вуквутагина, ранее отселённого Храмовым за пределы посёлка за попытку взлома складов Стенсона, он переименовывает в Вовку и назначает комендантом.
Весной с началом навигации на Чукотку для обмена различных товаров на пушнину начинают прибывать коммерческие суда из разных стран. Владельцы этих судов, пользуясь незнанием чукчей, скупают пушнину за бесценок, а затем перепродают её за реальную цену на зарубежных рынках, в благодарность выплачивая Храмову небольшую «пошлину». Алёша нанимает Храмова в качестве консультанта и постигает азы экономической стороны торговли. Он устанавливает пошлину в размере 40 % с рыночной стоимости и следит за тем, чтобы иностранцы не обманывали чукчей. В итоге Алёша собирает миллион долларов и решает построить на Чукотке за эти деньги «полный социализм» с банями, электричеством и даже с планетарием.
В это время предприниматели-иностранцы подговаривают контрреволюционное правительство «Вольной Чукотки» избавиться от Алёши. Казаки под предводительством «военного министра» полковника Петухова нападают на Уйгунан. Чукчи отказываются стрелять в людей, и Алёше приходится бежать с миллионом в лодке. Заблудившись в темноте, он попадает через Берингов пролив на территорию США, на Аляску. Туда же переправляется и Храмов. На побережье Аляски Храмов пробует завладеть половиной денег, но в этот момент их арестовывают американские пограничники. Алёша и Храмов просят политического убежища и вскоре попадают в Сан-Франциско, где Алёше удаётся с деньгами сбежать от Храмова.
Алёша совершает кругосветное путешествие в трюмах через Сан-Франциско — Рангун — Кейптаун — Гамбург в Петроград, где местные беспризорники крадут у него все деньги. Их ловит ЧК. Деньги, в конце концов, возвращаются Алёше при его явке с повинной. Алёша возвращается на Чукотку, а деньги советская власть направляет на ликвидацию голода в Поволжье.

## Реальные факты, на которых основан фильм
Во время действий Северного Экспедиционного отряда (400—500 бойцов), отправленного русским Приамурским правительством в северные территории России под руководством есаула Валериана Ивановича Бочкарева (начальник штаба отряда — генерал Никита Андреевич Поляков), при приближении повстанцев поручика Гончарова к Чукотскому уезду 30 июля 1922 года руководители большевиков из Анадыря сбежали в Америку, чтобы оттуда пробираться в Москву.

## В ролях
- Михаил Кононов — Алёша Бычков, он же «начальник Чукотки» А. Глазков (согласно мандату)[1]
- Алексей Грибов — Тимофей Иванович Храмов, чиновник Департамента таможенных сборов, коллежский регистратор
- Геннадий Данзанов — Вуквутагин, он же Вовка
- Николай Волков-старший — мистер Стенсон
- Иосиф Конопацкий — товарищ Глазков
- Анатолий Абрамов — орденоносец
- Тито Ромалио — официант на пароходе
- Вячеслав Романов — комсомолец в поезде
- Алексей Кожевников — комиссар
- Сергей Голубев — старый чукча
- Николай Кузьмин — каюр Василий
- Степан Крылов — Чекмарёв
- Константин Адашевский — купец Брюханов
- Михаил Васильев — Федька
- Анатолий Королькевич — военный министр
- Георгий Куровский — министр юстиции
- Оскар Линд — ведущий заседания правительства
- Павел Панков — полковник Петухов
- Павел Винник — иностранец в шапочке
- Лим Су — Ямуши-сан

## Съёмочная группа
- Режиссёр — Виталий Мельников.
- Авторы сценария — Владимир Валуцкий, Виктор Викторов.
- Оператор — Эдуард Розовский.
- Художник — Марксэн Гаухман-Свердлов.
- Композитор — Надежда Симонян.

## Награды
- Приз ЦК ВЛКСМ «Алая гвоздика» творческому коллективу на Всесоюзной неделе детского фильма (1968).

## Съёмки
Съёмки фильма проходили на двух натурных площадках: зимние — на Кольском полуострове, неподалёку от города Апатиты, а летние — на морском побережье Крыма. Подходящий пейзаж — скалы и совершенно пустынное побережье — нашёлся в районе Судака (Меганом), в Лисьей бухте, вблизи Коктебеля. Впрочем, едва высадившись на берег, режиссёр, оператор и художник тут же были арестованы пограничниками. Как выяснилось в штабе, это пустынное место является территорией «очень секретной ракетной базы». Тем не менее создателям фильма удалось уговорить ракетчиков.
По сценарию, чукчи отказываются стрелять в людей, мотивируя это тем, что «моржа стрелять можно, человека стрелять нельзя». Однако чукчи весьма воинственный народ, сохранились сведения об их упорных войнах с юкагирами, коряками и русскими.
В титрах фильма указано: «Комиссар бухты Вознесения тов. Зюкин — … ?», однако собственно Зюкин на экране ни разу не появляется, хотя и очень часто упоминается «начальником Чукотки». Создатели фильма обыграли это, упомянув его в титрах.
В 1967 году фильм посмотрели 15,7 млн зрителей.
Альбом группы «Кино» «Начальник Камчатки» получил название в честь этого фильма.

## Издание на DVD
- 2001 — ИДДК
- 2003 — «Ленфильм Видео»
- 2005 — «Весна»
- 2006, 2008, 2010 — «Крупный план»